# ماركغرفلرلاند

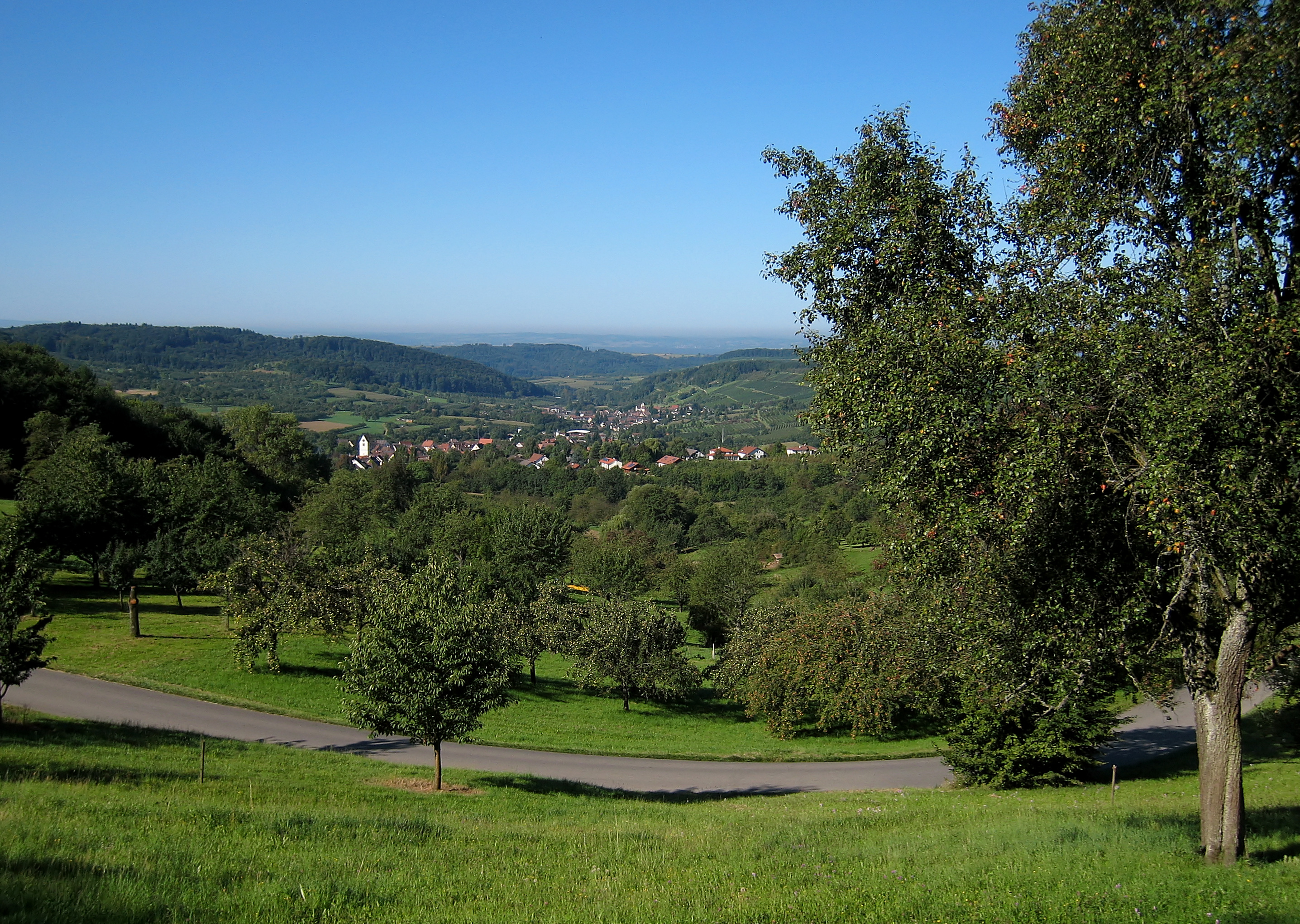
منطقة شلنغن في ماركغرفلرلاند

ماركغرفلرلاند (بالألمانية: Markgräflerland) هي منطقة في جنوب غرب ألمانيا، في جنوب الدولة الاتحادية الألمانية (Bundesland) لولاية بادن فورتمبيرغ، والتي تقع بين بريسغاو في الشمال والغابة السوداء في الشرق.

## اللغة
اللغة المستخدمة في هذه المنطقة هي اللهجة الألمانية المعروفة بالألامانية. وأحد أشهر الأدباء بهذه اللهجة هو جوهان بيتر هيبيل.

## صناعة النبيذ
تشتهر المنطقة بكرومها التي تستخدم غالبا في صناعة النبيذ.

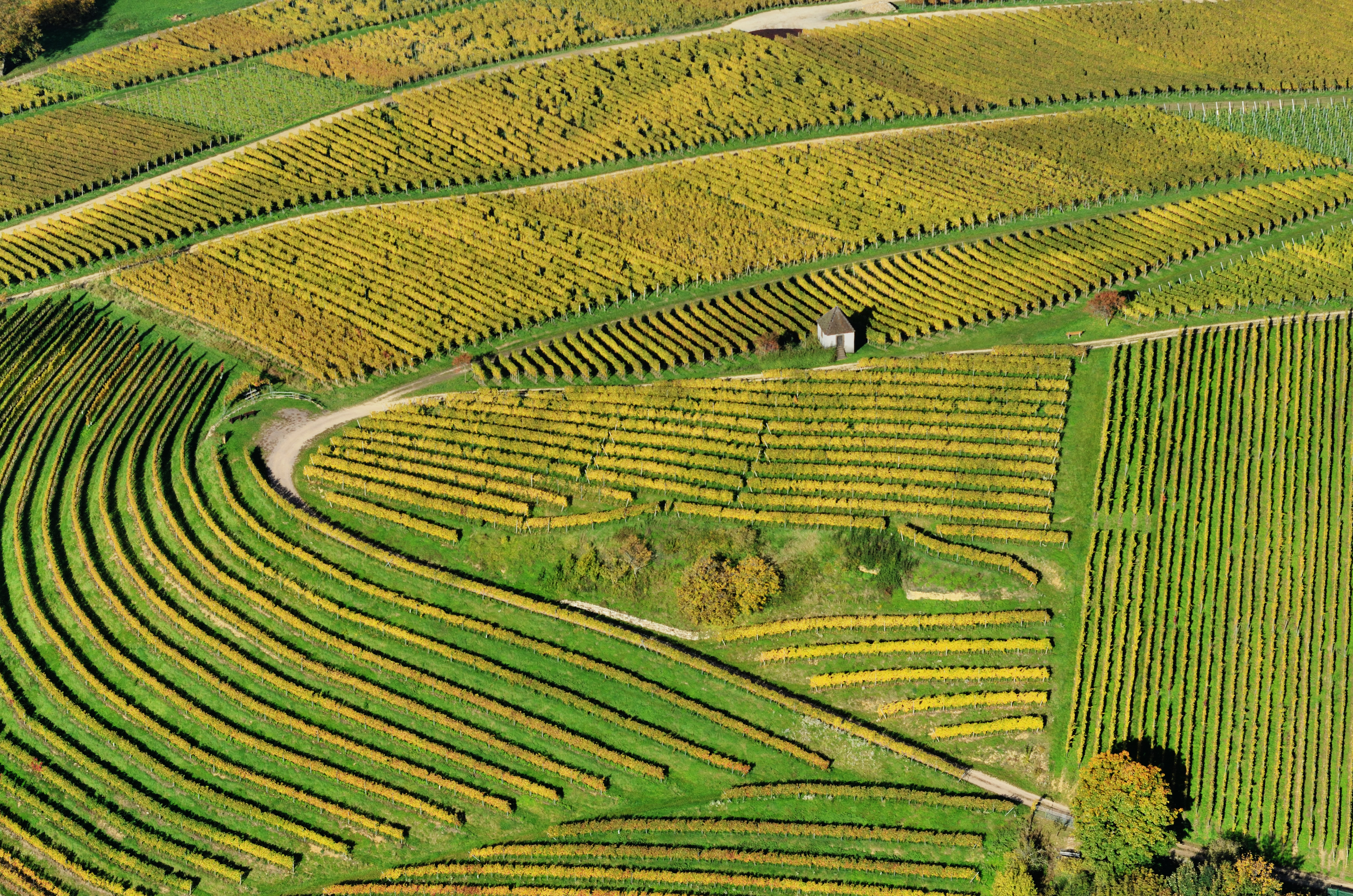
منظر جوي لمزارع الكروم في ماركغرفلرلاند-ألمانيا

## وصلات خارجية
- الخريطة http://www.geschichtsverein-markgraeflerland.de/
- ماركغرفلرلاند التاريخ والصور